# Jiankou

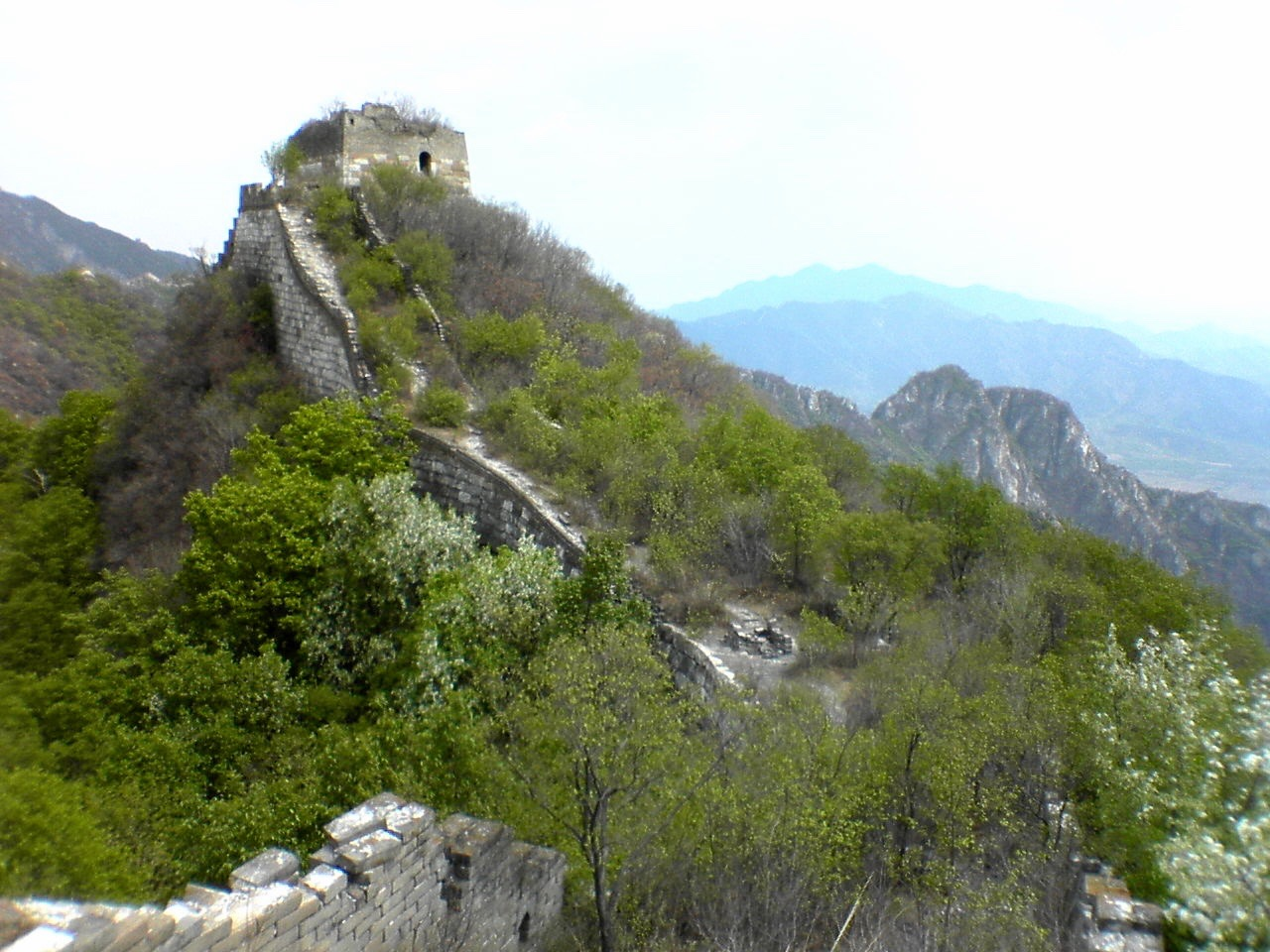
Kinesiska muren vid Jiankou.

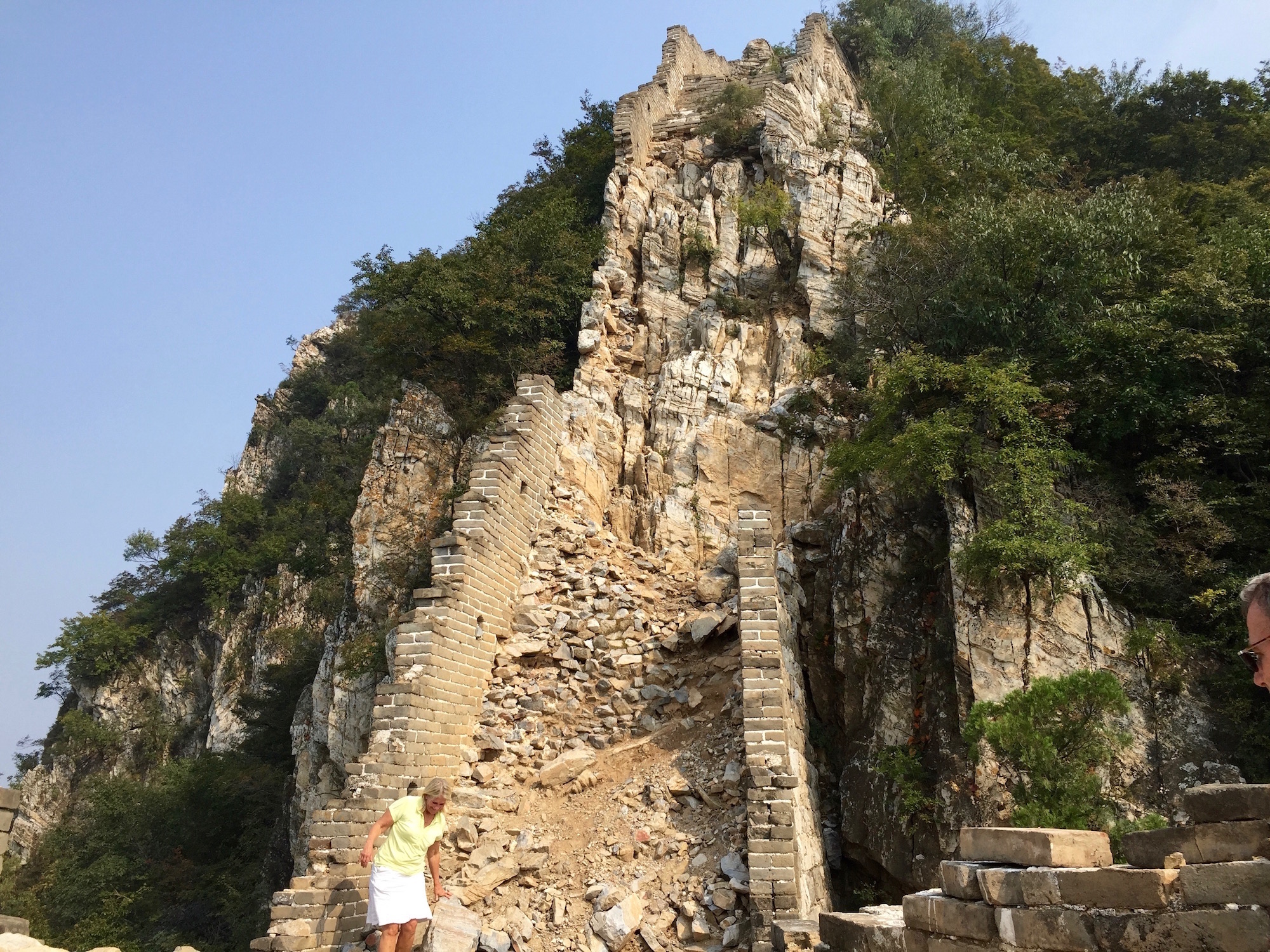
En brant, och delvis rasad sektion av kinesiska muren vid Jiankou.

Jiankou (箭扣) är en sektion av kinesiska muren. Jiankou ligger i Huairoudistriktet, 60 km norr om centrala Peking i Kina.
Troligen byggdes Jiankou av general Qi Jiguang någon gång mellan 1569 och 1583. I dag är muren vid Jiankou helt orenoverad och oexploaterad och är därför ett populärt turistmål för vandring och fotografering. En vanlig vandringssträcka är från Jiankou till närliggande Mutianyu. Sektionen vid Jiankou är väldigt farlig på grund av fall- och rasrisker. Varje år skadas, och till och med dödas ett flertal turister vid Jiankou.